# Gunjah
Gunjah, de son vrai nom Markus Rätz (né en 1977 à Dresde), est un producteur et disc jockey allemand de techno et electro. Il est considéré par la presse spécialisée comme une icône de ces genres musicaux dans sa ville natale.

## Biographie
Gunjah commence son activité de disc jockey en 1993. En 2003, son premier EP sort. En 1999, il ouvre le club Showboxx avec Frank Weisbach. Depuis 2008, il est l'organisateur du festival electro en plein air Click Clack à Dresde. Il se produit occasionnellement en duo avec Niconé. En 2015, il sort son EP Hypno Acid, qui est remarqué par la presse. Son morceau Rave (Manic People), produit avec Raumakustik, fait partie de la liste des « disques du mois de juillet 2024 » du Faze Mag.
Durant sa carrière, il a participé à des festivals tels que SonneMondSterne, Melt!, Welches Festival, Airbeat One et Nature One. En 2019, il participe, avec Niconé et Markus Kavka, à l'événement 40 Jahre Samy organisé par Rakete à Zurich, en Suisse.

## Discographie

### Singles et EP
- 2003 : Funkwelt EP
- 2004 : Black Quartett
- 2007 : Going Strong EP
- 2012 : Zosh!
- 2012 : Wisp of Cloud
- 2013 : Oh Two
- 2013 : Perle
- 2013 : Bakerboy EP
- 2014 : Speicher 78 (avec Niconé et Split Secs)
- 2014 : Harmofonie (avec Niconé)
- 2015 : Rave
- 2015 : Hypno Acido (EP)
- 2016 : Looroo EP
- 2017 : Secum Pal
- 2018 : 24 Hours'
- 2024 : Rave (Manic People) (single, avec Raumakustik)

### DJ mixes
- 2009 : Techhouse Vol.1 (avec Alec Troniq)
- 2010 : Neo.Pop.08 (avec Boon)
- 2016 : SonneMondSterne XX (avec Lexy ind K-Paul, Lexer)